# Паола Нуњез
Паола Нуњез (рођена 8. априла 1978., Тихуана, Доња Калифорнија) је мексичка глумица и продуцент, позната је као глумица у области теленовела. Њено пуно име је Паола Нуњез Ривас. Са 12 година започела је каријеру у позоришту, а на телевизији са 16 година.

## Биографија
Паола Нуњез дипломирала је на школи глуме CEFAC TV Azteca. У граду Тихуана живела је са породицом до своје 20. године, када је одлучила да се осамостали. Паола се сматра једном од најлепших и најталентованијих мексичких глумица, иако млада, задржала је успешну каријеру и учествовала у значајним продукцијама које су обележиле њену каријеру, а сада се сматра глумицом високе класе. Течно говори енглески језик. Воли екстремне спортове.

## Филмографија

### Теленовеле
| Godina:       | Originalni naziv:           | Uloga:                                                |
| ------------- | --------------------------- | ----------------------------------------------------- |
| 2014.         | Reina de corazones          | Реина Ортиз „Дама херц“                               |
| 2013.         | Destino                     | Валериа Гонзалез дел Сол / Валериа Риос де Монтесинос |
| 2009. - 2010. | Pasion Morena               | Морена Мадригал Руеда де Саломон                      |
| 2007.         | Mientras haya vida          | Елиса Монтеро                                         |
| 2005. - 2006. | Amor en custodia            | Барбара                                               |
| 2004.         | Las Juanas                  | Хуана Микаела Матаморос Галеана                       |
| 2004. - 2005. | Mirada de mujer, el regreso | Диана                                                 |
| 2001. - 2002. | Como en el cine             | Карен                                                 |
| 2002. - 2003. | Subete a mi moto            | Летисија                                              |

### Филмови
- Bad Boys for life (2020)
- Dariela los martes (2014)
- El cumple de la abuela (2013)
- El Charro Miterioso (2012)
- Detras del poder (2012)
- Villa;itinerario de una pasion (2011)
- Los inadaptados (2011)
- Depositarios (2010)
- Sin ella (2010)
- Deseo (2010)
- Amor en fin (2009)
- Ver, oir y callar (2005)[3]

### Позориште
- La enfermedad de la juventud
- El graduado
- Cinco mujeres usando el mismo vestido
- Las princesas y sus príncipes
- Rainman
- Un, dos, tres por mi y todos mis amores[1]